# Batman Begins
Pour l’article homonyme, voir Batman Begins (jeu vidéo).
Pour les articles homonymes, voir Batman (homonymie).
Série The Dark Knight
The Dark Knight : Le Chevalier noir
(2008)
Pour plus de détails, voir Fiche technique et Distribution.
Batman Begins ou Batman : Le Commencement au Québec (Batman Begins) est un film britannico-américain co-écrit, co-produit et réalisé par Christopher Nolan, sorti en 2005.
Le film débute avec le jeune Bruce Wayne qui assiste impuissant au meurtre de ses parents. Profondément traumatisé, il grandit obnubilé par un désir de vengeance et voyage aux quatre coins du monde pour étudier la criminologie et les arts martiaux. La Ligue des ombres, une secte de guerriers ninja dirigée par Ra's al Ghul, se chargera de son entraînement physique. De retour chez lui à Gotham, le jeune homme se charge de la gestion de Wayne Enterprises dont il est l'héritier. Opérant depuis le sous-sol du manoir familial avec l'aide de son majordome Alfred Pennyworth et de Lucius Fox qui travaille aux entreprises Wayne, Bruce se lance alors dans la lutte contre le crime sous son identité de Batman.
Il s'inspire des comics Batman: The Man Who Falls (en), Batman : Année Un et Un long Halloween. Il est un reboot de la série de films Batman, huit ans après Batman et Robin (1997) de Joel Schumacher, qui fut un échec critique et une déception commerciale.
Ce film est un succès à la fois critique et commercial. Il obtient deux suites : The Dark Knight : Le Chevalier noir, sortie en 2008, et The Dark Knight Rises, sortie en 2012. Le tout forme la trilogie The Dark Knight.

## Synopsis
Alors qu'il joue dans son jardin avec son amie Rachel Dawes, le jeune Bruce Wayne, fils d'un médecin philanthrope de Gotham, tombe dans un puits où il est attaqué par des chauves-souris, ce qui lui fait développer une phobie à l'égard de ces créatures. Quelque temps après, il se rend avec ses parents à un opéra (Mefistofele d'Arrigo Boito). À la sortie, lui et ses parents tombent nez à nez avec Joe Chill un voyou qui les menace pour les voler. Dans un moment de panique, le bandit tue les parents et s'enfuit laissant le jeune Bruce seul et désemparé. Se croyant responsable de la mort de ses parents, alors qu'Alfred Pennyworth, le majordome de la famille, lui dit le contraire, il est dès lors élevé par ce dernier.
Quatorze ans plus tard, Joe Chill doit être libéré sur parole en échange de son témoignage au procès contre Carmine Falcone, le chef de la pègre locale. Bruce assiste au procès et a l'intention d'abattre Chill pour venger le meurtre de ses parents. Cependant, quand Bruce s'apprête à passer à l'acte, Chill est assassiné par une femme payée par Falcone.
Blâmé par Rachel, à qui il a révélé ses intentions de vengeance et intrigué par les propos de Falcone, selon lequel le vrai pouvoir réside dans la crainte que l'on inspire, Bruce s'exile en Asie afin d'essayer de comprendre le monde criminel qui lui a pris ses parents. Il rencontre alors un français nommé Henri Ducard qui lui offre de rejoindre la Ligue des ombres, menée par Ra's al Ghul, qui s'est fait un devoir de restaurer la justice par tous les moyens.
À l'issue d'un entraînement qui lui a permis de se perfectionner dans les arts martiaux, le camouflage et surtout la domination de ses propres peurs, Bruce doit pour marquer la fin de son initiation, mettre à mort un simple voleur devenu le meurtrier de son voisin. Refusant cette vision bornée et cruelle de la justice qui ferait de lui un vulgaire exécuteur, Bruce met le feu au temple de la Ligue en tentant de sauver le condamné qu'on lui a présenté. Dans l'incendie, Ra's est tué mais Bruce parvient à sauver son mentor Ducard qu'il laisse inconscient aux soins d'un villageois local.
De retour à Gotham, il s'impose comme un playboy et prend part aux activités de l'entreprise familiale Wayne, dirigée depuis la mort de ses parents par William Earle, un homme sans scrupules. Il fait la connaissance du chef de la division scientifique Lucius Fox, qui lui présente un ensemble de prototypes militaires constitués d'une combinaison protectrice et d'un véhicule blindé de reconnaissance, le Tumbler.
Après être retourné dans la grotte où est née sa phobie, Bruce y installe sa base avec Alfred où il garde ses nouveaux gadgets et où il met au point sa tenue, prenant l'identité secrète de Batman, l'homme chauve-souris, afin qu'ainsi vêtu ses adversaires partagent la peur que lui ont inspirée ces créatures. Sous cette couverture, il intercepte une cargaison de drogue et remet à Rachel Dawes, devenue l'assistante du procureur, des preuves incriminant Falcone. Ce dernier, jusque-là intouchable, est alors arrêté sous la supervision du sergent de police James Gordon dont l'honnêteté est devenue une vertu rare à Gotham.
Incarcérés à la prison de Gotham, Falcone et ses hommes de main sont placés sous le contrôle du docteur Jonathan Crane, psychiatre corrompu qui les manipulait jusque-là. À l'aide de la drogue hallucinogène qu'eux-mêmes importaient, Crane, coiffé d'un masque en toile de jute, les plonge dans un état psychotique où il apparaît sous les traits de l'horrifiant Épouvantail, les rendant ainsi incapables de témoigner. Alors que Batman enquête sur le docteur Crane qui est devenu suspect, celui-ci lui fait inhaler du gaz anxiogène avant d'en profiter pour l'asperger d'essence et l'immoler.
Désorienté, Batman parvient néanmoins à s'enfuir pour être finalement secouru par Alfred et se voir remettre un antidote par Lucius Fox. Ce faisant, Rachel poursuit ses investigations concernant le rapport du docteur Crane au sujet de la folie soudaine de Falcone à l'asile d'Arkham. Elle ne tarde pas à découvrir Crane, occupé à répandre la drogue psychotique dans le réseau d'eau courante de la ville mais, avant qu'elle ne puisse s'échapper, elle est rattrapée par celui-ci qui lui fait inhaler une dose concentrée de gaz.
Batman arrive à son secours, neutralisant Crane et ses hommes. Ces derniers ont déjà appelé la police qui est venue en renfort à Arkham. L'état de Rachel empire ; Batman l'emporte alors dans la Batmobile afin de la sauver. C'est alors que débute une course-poursuite avec la police dans la ville. Après l’avoir semé, il arrive dans son repaire la Batcave, administre à Rachel l'antidote et lui remet deux doses supplémentaires, l'une pour Gordon et l'autre pour la production de masse afin de pallier une éventuelle intoxication massive de la ville.
De retour chez lui, Bruce s'apprête à fêter son anniversaire lors d'une soirée de gala mais y retrouve avec surprise Ducard, qui se trouve être en réalité Ra's al Ghul. Celui-ci lui expose alors son intention de détruire Gotham qui, à ses yeux, est une ville désormais corrompue et irrécupérable, il avait déjà tenté de la mettre à genoux bien avant sa rencontre avec Bruce en lançant une stratégie de sape économique, limitée tant bien que mal par la philanthropie de Thomas Wayne, le père de celui-ci.
En possession d'un dispositif à micro-ondes capable de vaporiser l'eau à distance qu'il a volé à Wayne Entreprises, il projette ainsi de répandre dans l'air la substance jusque-là mélangée aux eaux de la ville et seulement efficace par inhalation, en vue de créer un phénomène de panique et de violence de masse.
Ayant feint l'ivresse et tenu des propos injurieux aux invités pour leur faire quitter les lieux afin de les protéger de la confrontation à venir, Bruce est finalement assommé et abandonné dans son manoir en proie aux flammes d'un incendie provoqué par Ra's, mais est sauvé de justesse par Alfred, et tous deux sortent immédiatement, mais Ra's met son plan à exécution et la panique s'installe dans une partie de la ville alors que de nombreux détenus de l'asile d'Arkham sont libérés.
Sur le point d'être prise à partie par une foule sous l'effet de la substance de Ra's, Rachel est secourue par Batman qui lui révèle alors à sa demande sa véritable identité. Peu de temps après, Ra's embarque sur un wagon du monorail de la ville avec le dispositif à micro-ondes avec pour destination la tour Wayne, centre névralgique des réserves d'eau de la ville, assurant une catastrophe si jamais il y parvient.
Il est aussitôt rattrapé par Batman et le combat s'engage, Ra's est finalement battu mais, alors que Batman le tient à sa merci, il est trop tard pour stopper le monorail. Cependant, Gordon, à qui Batman avait confié la Batmobile, réussit à devancer le monorail et parvient à utiliser le système d'armement du véhicule pour faire effondrer le rail juste avant le passage du métro, ce qui amène le monorail à s'écraser après que Batman eut réussi de justesse à s'échapper, condamnant Ra's al Ghul à une mort inévitable.
Finalement, Bruce reprend ses droits sur Wayne Enterprises à la tête de laquelle il place Lucius Fox après avoir licencié Earle pour incompétence. Il se lance alors dans la reconstruction de son manoir avec, sur les conseils d'Alfred, des fondations réaménagées pour mieux accueillir ses équipements secrets. Alors qu'un soir Batman découvre sur le toit du commissariat le tout nouveau bat-signal, Gordon, nouvellement promu inspecteur, l'informe que de nombreux criminels échappés d'Arkham sont encore dans la nature. À cela s'ajoute une nouvelle menace : le Joker. Batman promet à Gordon d’enquêter et disparaît dans la nuit.

## Fiche technique
Sauf indication contraire, les informations mentionnées dans cette section peuvent être confirmées par la base de données cinématographiques IMDb,  présente dans la section « Liens externes ».
- Titre original et français : Batman Begins
- Titre québécois : Batman : Le Commencement
- Réalisation : Christopher Nolan
- Scénario : Christopher Nolan et David S. Goyer, d'après une histoire de David S. Goyer, d'après les personnages de DC Comics créés par Bob Kane et Bill Finger
- Musique : Hans Zimmer et James Newton Howard
- Direction artistique : Peter Francis (en), Paul Kirby, Dominic Masters, Alan Tomkins (en), Simon Lamont et Su Whitaker
- Décors : Nathan Crowley
- Costumes : Lindy Hemming
- Photographie : Wally Pfister
- Son : Gary A. Rizzo, David Evans, Stefan Henrix, Peter Lindsay
- Montage : Lee Smith
- Production : Larry J. Franco, Charles Roven et Emma Thomas
  - Production (version IMAX) : Lorne Orleans
  - Production déléguée : Benjamin Melniker et Michael E. Uslan
  - Production associée : Cheryl A. Tkach
- Sociétés de production[1] :
  - États-Unis : Warner Bros.  et DC Comics, avec Legendary Entertainment (non crédité)
  - Royaume-Uni : Syncopy et Patalex III Productions Limited
- Société de distribution : Warner Bros. ; Fox-Warner (Suisse romande)
- Budget : 150 millions de $[2]
- Pays de production :  États-Unis,  Royaume-Uni
- Langues originales : anglais, mandarin
- Format[3] : couleur (Technicolor) - 35 mm | 70 mm | D-Cinema - 2,39:1 (Cinémascope) (Panavision)
  - son DTS | Dolby Digital | SDDS | Sonics-DDP (IMAX version)
- Genres : action, aventures, thriller, drame, super-héros
- Durée : 140 minutes
- Dates de sortie[4] :
  - États-Unis, Québec, France, Belgique, Suisse romande : 15 juin 2005[5],[6],[7]
  - Royaume-Uni : 16 juin 2005
- Classification[8] :
  - États-Unis : accord parental recommandé, film déconseillé aux moins de 13 ans (PG-13 - Parents Strongly Cautioned)[Note 3]
  - Royaume-Uni : les enfants de moins de 12 ans doivent être accompagnés d'un adulte (12A - Suitable for 12 years and over)[9]
  - France : tous publics[10]
  - Belgique : tous publics (Alle Leeftijden)[5]
  - Suisse romande : interdit aux moins de 12 ans[11]
  - Québec : 13 ans et plus (violence) (13+ / 13 years and over)[7]

## Distribution
- Christian Bale (VF : Philippe Valmont ; VQ : Antoine Durand) : Bruce Wayne / Batman
- Michael Caine (VF : Frédéric Cerdal ; VQ : Vincent Davy) : Alfred Pennyworth
- Liam Neeson (VF : Claude Giraud ; VQ : Éric Gaudry) : Henri Ducard / Ra's al Ghul
- Katie Holmes (VF : Alexandra Garijo ; VQ : Aline Pinsonneault) : Rachel Dawes

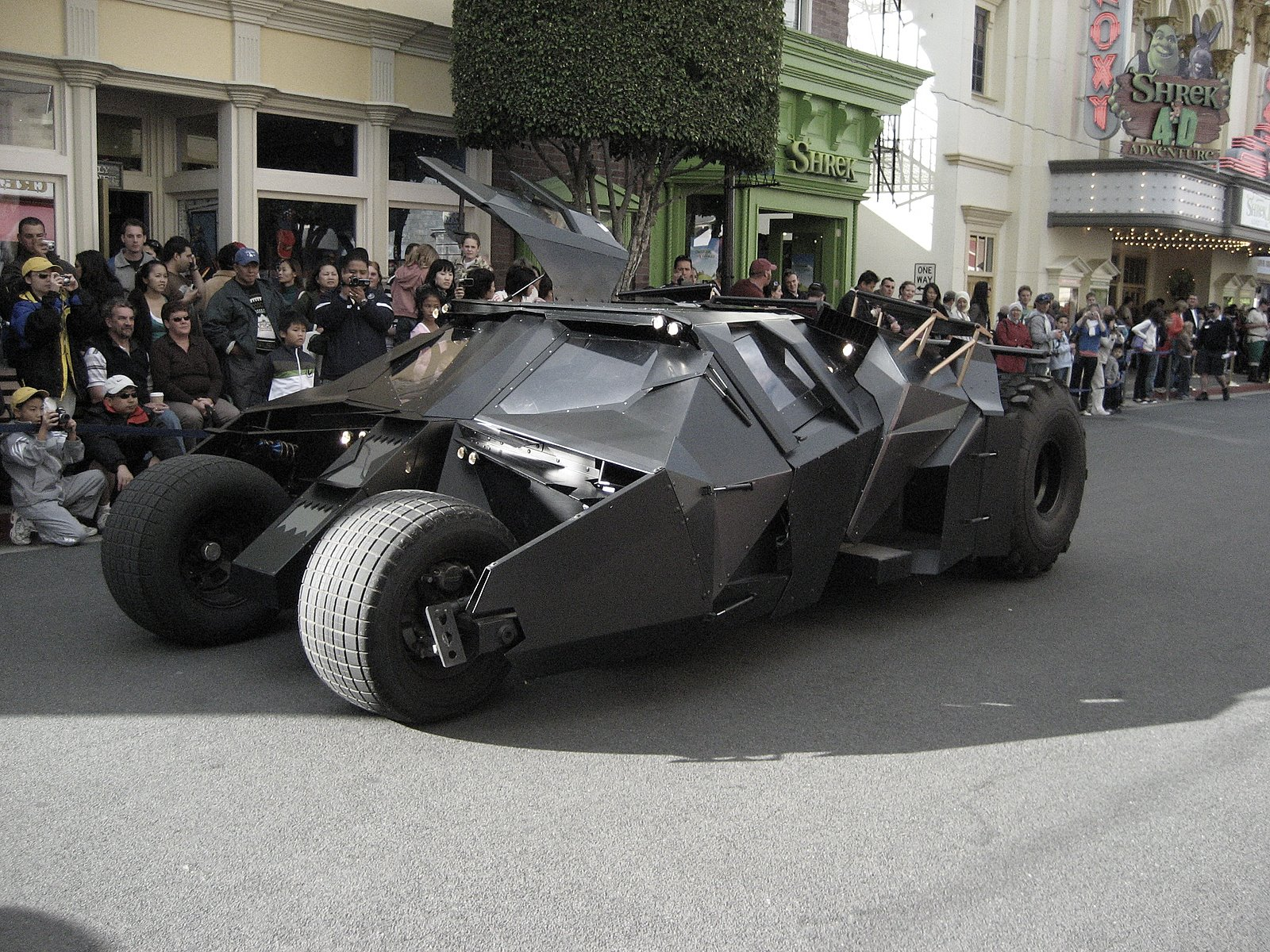
La Batmobile du film.

- Gary Oldman (VF : Vincent Violette ; VQ : Marc Bellier) : sergent James « Jim » Gordon
- Morgan Freeman (VF : Benoît Allemane ; VQ : Aubert Pallascio) : Lucius Fox
- Cillian Murphy (VF : Mathias Kozlowski ; VQ : Daniel Lesourd) : Dr Jonathan Crane / L'Épouvantail
- Tom Wilkinson (VF : Philippe Catoire ; VQ : Jean-Marie Moncelet) : Carmine Falcone
- Ken Watanabe (VF : Tōru Tanabe ; VQ : Denis Mercier) : le faux Ra's al Ghul
- Rutger Hauer (VF : Hervé Bellon ; VQ : Mario Desmarais) : Richard Earle
- Mark Boone Junior (VF : Pascal Casanova ; VQ : Pierre Auger) : Arnold Flass
- Colin McFarlane (VF : Bruno Henry ; VQ : Pierre Chagnon) : le commissaire Gillian Loeb
- Linus Roache (VF : Stéphane Vasseur ; VQ : François Trudel) : Dr Thomas Wayne
- Sara Stewart : Martha Wayne
- Larry Holden : le procureur Finch
- Gerard Murphy (en) : le juge Faden
- Gus Lewis (VQ : François-Nicolas Dolan) : Bruce Wayne à 8 ans
- Emma Lockhart (en) : Rachel Dawes à 8 ans
- Richard Brake : Joe Chill
- Tim Booth (en) : Victor Zsasz
- Ilyssa Fradin : Barbara Gordon
- Rade Šerbedžija : le clochard
- John Nolan (VF : Marc Cassot ; VQ : Sylvain Hétu) : Fredericks
- Alexandra Bastedo : une invitée à la fête d'anniversaire de Bruce Wayne et qui l'introduit à Ra's-Al-Ghul
- Dominic Burgess : un policier
- Jack Gleeson : l'enfant sur le balcon

- Version française
  - Société de doublage : Cinéphase
  - Direction artistique : Jenny Gérard
  - Adaptation : Marie-Christine Chevalier

Légende : VF = version française ; VQ = version francophone québécoise.

Photos des acteurs principaux
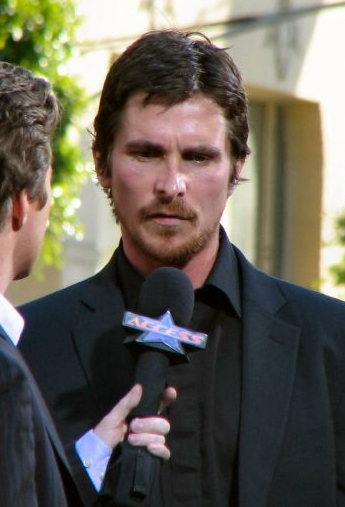
Christian Bale (Bruce Wayne / Batman)
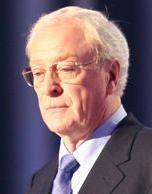
Michael Caine (Alfred Pennyworth)
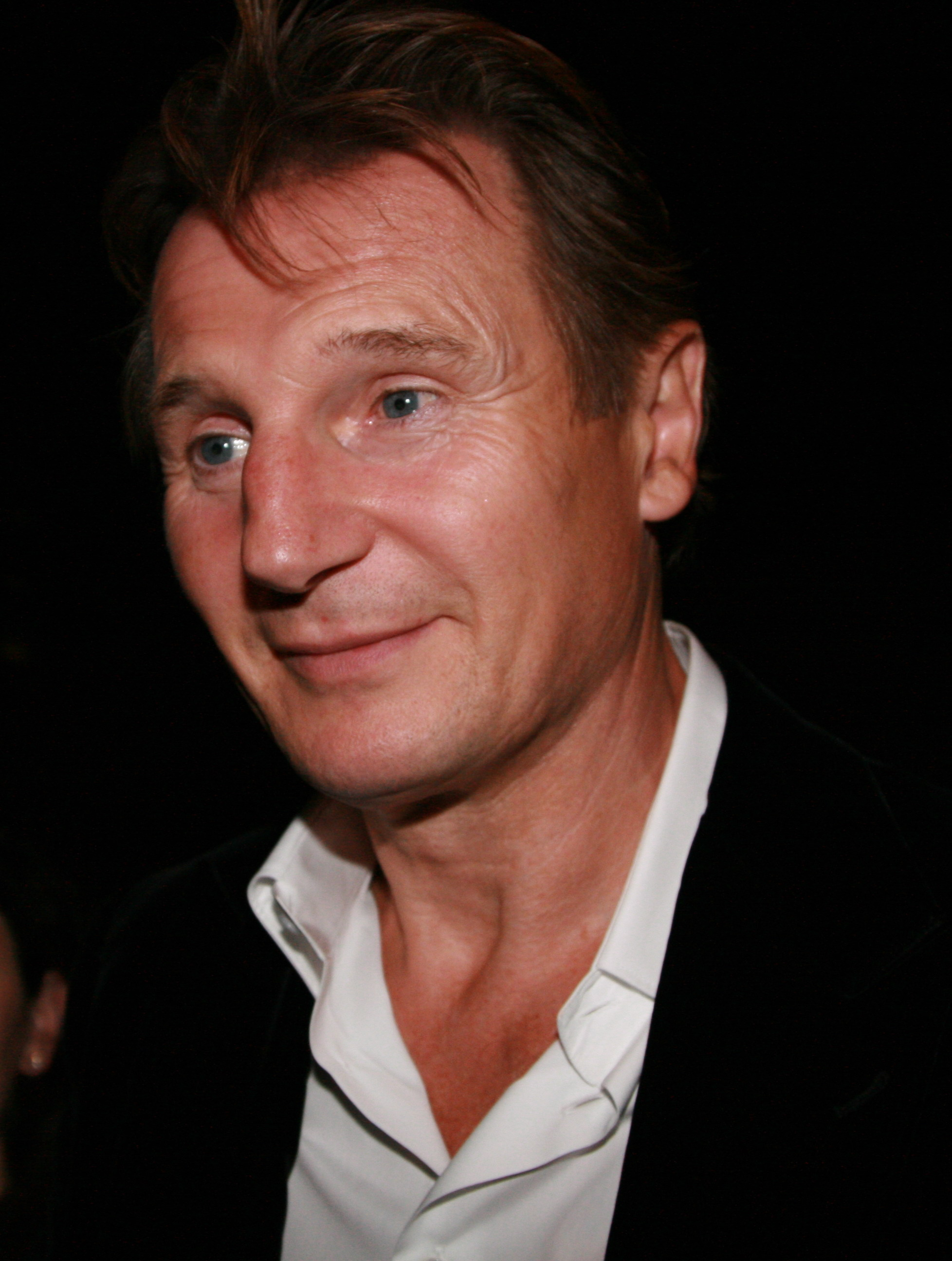
Liam Neeson (Henri Ducard / Ra's al Ghul)
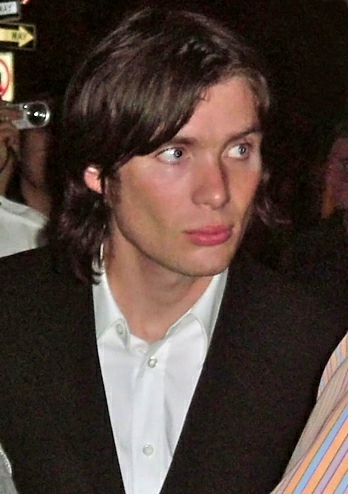
Cillian Murphy (Dr Jonathan Crane / L'Épouvantail)
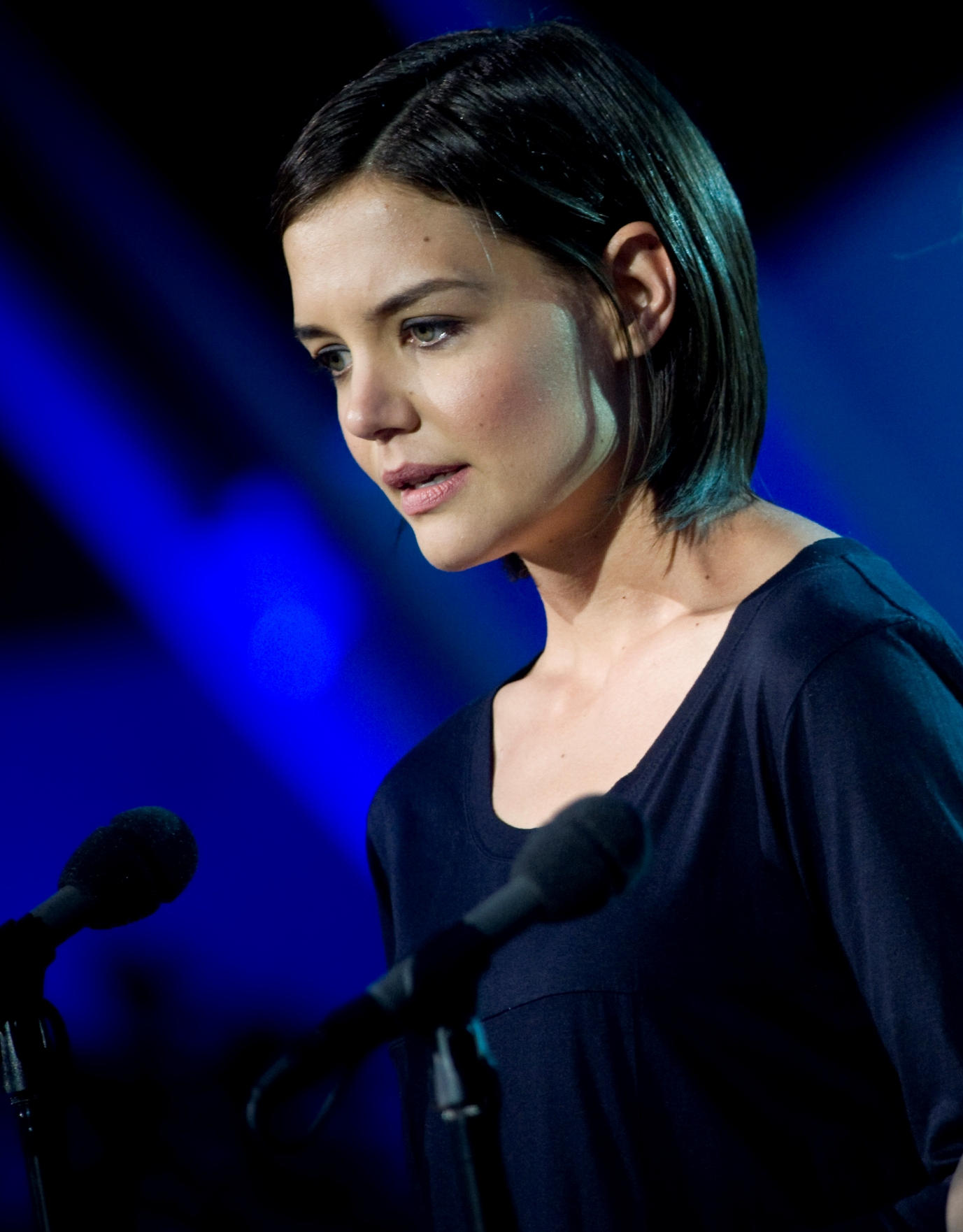
Katie Holmes (Rachel Dawes)
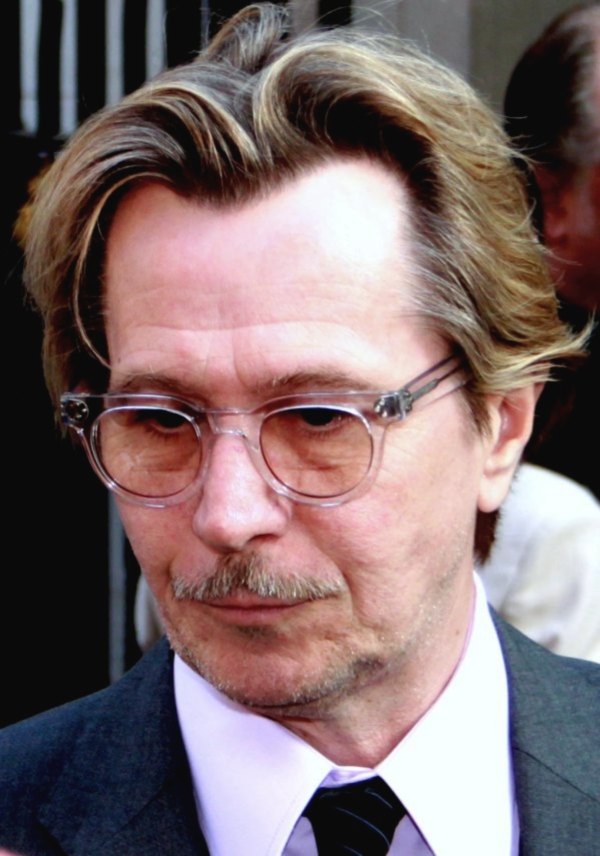
Gary Oldman (Jim Gordon)
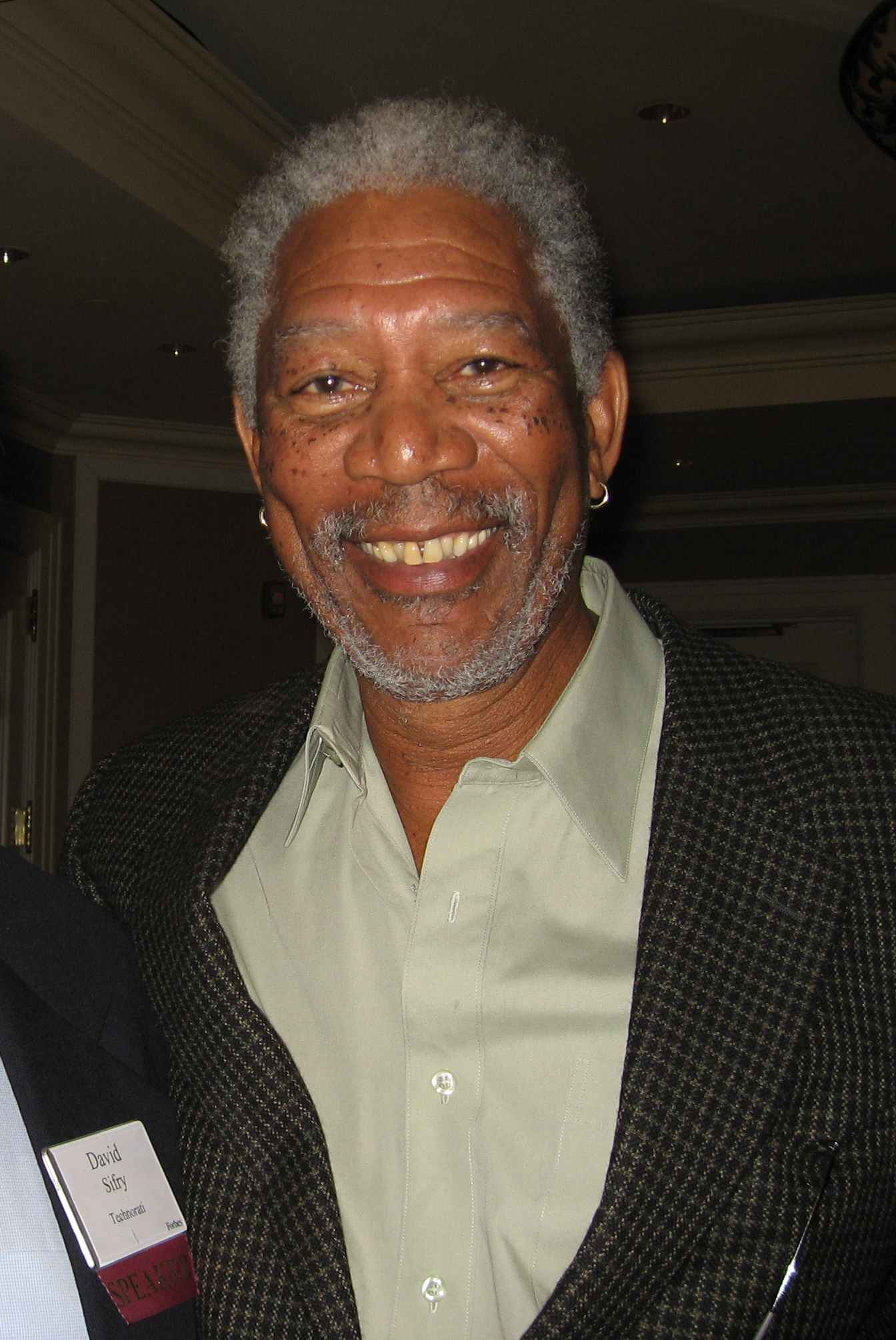
Morgan Freeman (Lucius Fox)
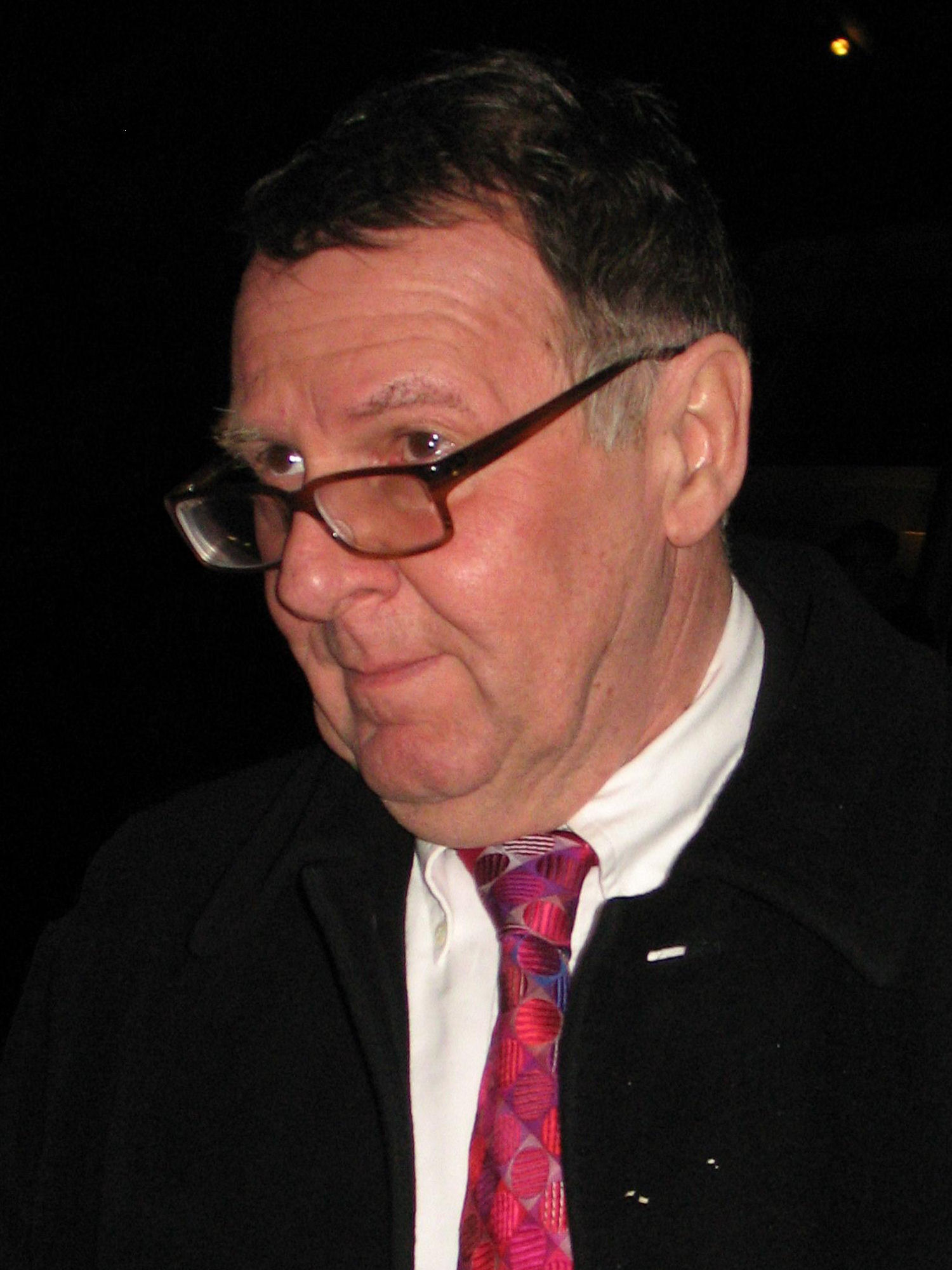
Tom Wilkinson (Carmine Falcone)
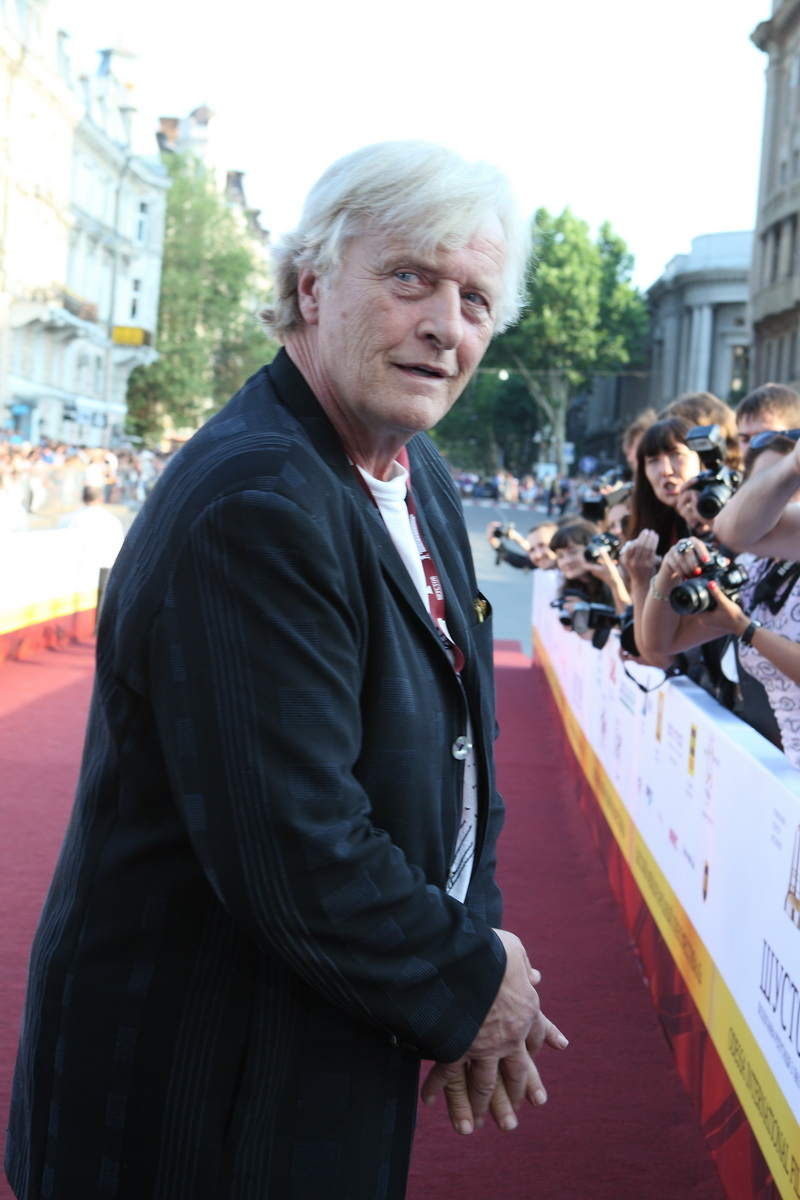
Rutger Hauer (Richard Earle)

## Production

### Genèse et développement
Durant le tournage de Batman et Robin, la Warner Bros. est très impressionnée par les rushes et charge rapidement Joel Schumacher de préparer un autre film. Akiva Goldsman, scénariste de Batman Forever et Batman et Robin, refuse ce 3e film. En 1996, Warner Bros. et Joel Schumacher engage Mark Protosevich pour écrire ce film, prévu alors pour 1999. Le titre envisagé est alors Batman Unchained ou Batman Triumphant. Le script de Protosevich fait de l'Épouvantail l'antagoniste principal alors que le Joker doit revenir en hallucinant l'esprit de Batman. Harley Quinn doit elle aussi apparaître, pour venger le Joker. George Clooney, Chris O'Donnell et Alicia Silverstone devaient alors reprendre leurs rôles respectifs de Batman, Robin et Batgirl. Joel Schumacher contacte Nicolas Cage pour incarner l'Épouvantail. Le projet sera cependant arrêté à la suite des critiques négatives reçues par Batman et Robin. Darren Aronofsky est alors contacté pour reprendre le projet Batman Triumphant. La Warner évoque aussi la possibilité d'adapter la série d'animation Batman, la relève ou Batman : Année Un de Frank Miller,. Andrew Kevin Walker tentera ensuite de convaincre Warner Bros. de faire un film Batman vs Superman avec Wolfgang Petersen comme réalisateur. Dans l'optique d'une reprise de Batman, la relève, l'idée a été pendant un temps de présenter un Bruce Wayne assez âgé. Le rôle principal et la réalisation de ce film ont alors été proposés à Clint Eastwood, associé fidèle de la Warner, qui a cependant refusé. La réalisation a également été proposée à Lana et Lilly Wachowski, qui ont refusé préférant se concentrer sur leur projet de suites à Matrix.

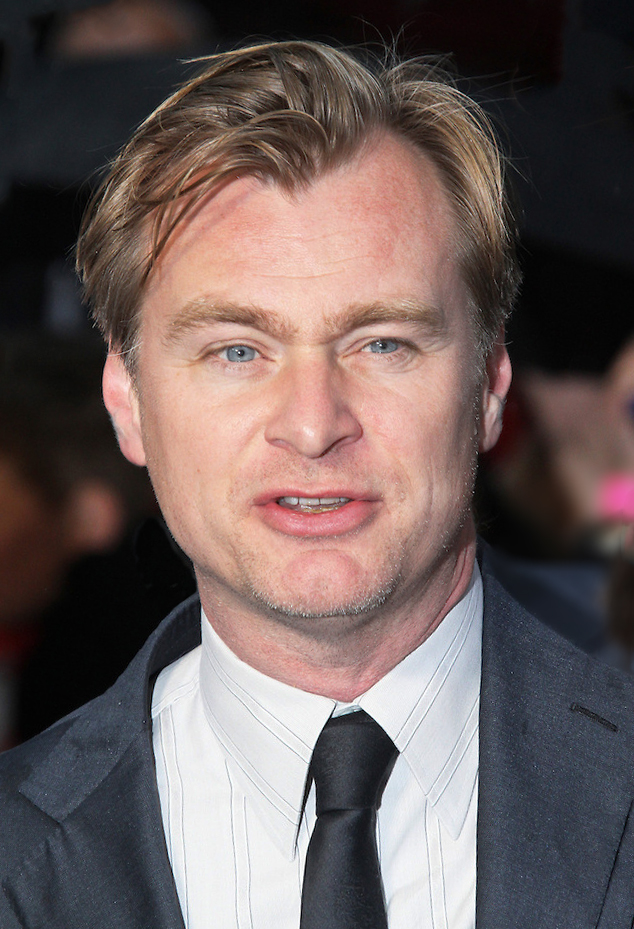
Christopher Nolan

En janvier 2003, la Warner engage Christopher Nolan pour développer un nouveau film. Quelques mois plus tard, David S. Goyer rejoint le projet comme scénariste. Christopher Nolan explique que son intention est de réinventer la franchise, avec plus d'humanité et de réalisme. Le réalisateur remarque que les précédents films ont misé davantage sur le style que sur le côté dramatique et déclare s'inspirer du Superman de Richard Donner de 1978.
Le film ne comporte aucune référence chronologique aux films précédents réalisés par Tim Burton ou Joel Schumacher. Il s'agit donc d'une nouvelle série de films indépendante de la précédente (initiée en 1989). Le synopsis reprend en partie l'épisode 28 de la série animée des années 1990 ("Sombres Hallucinations") où l'épouvantail déverse un produit psychotrope dans le réseau d'eau de Gotham.

### Attribution des rôles
Pour le rôle principal de Bruce Wayne, Nolan et les producteurs du film hésitaient entre Keanu Reeves, Jake Gyllenhaal, Guy Pearce, Billy Crudup, Christian Bale, Joshua Jackson, Ashton Kutcher, Eion Bailey, Steven Pasquale, Josh Hartnett et Hugh Dancy. Avant que Christian Bale soit engagé, David Duchovny a également auditionné pour le rôle tout comme Heath Ledger avant qu'il ne soit choisi pour le rôle du Joker dans la suite The Dark Knight : Le Chevalier noir, et Henry Cavill qui lui sera choisi en tant que Superman à partir de Man of Steel.
Christopher Eccleston a été envisagé pour incarner Jonathan Crane. Le rôle reviendra cependant à Cillian Murphy, qui avait également auditionné pour le rôle de Bruce Wayne. Ewan McGregor, Jeremy Davies ainsi que le chanteur Marilyn Manson furent également envisagés pour le même rôle.
Pour incarner Rachel Dawes (personnage créé pour le film), Natalie Portman, Amy Adams, Reese Witherspoon, Rachel McAdams, Claire Danes et Sarah Michelle Gellar ont été envisagées, avant que le rôle revienne à Katie Holmes.
Daniel Day-Lewis et Viggo Mortensen furent tous deux envisagés pour le rôle de Ra's al Ghul. Guy Pearce fut également envisagé pour le même rôle mais les producteurs l'ont trouvé trop jeune pour le rôle. Finalement c'est Liam Neeson qui obtient le rôle.
Jeremy Theobald qui jouait dans Doodlebug et Following deux précédents films de Nolan, tient un petit rôle dans le film. L'oncle de Christopher Nolan, John Nolan, fait une brève apparition dans le rôle d'un membre influent de Wayne Entreprise, Fredericks.
Kurt Russell, Chris Cooper et Dennis Quaid ont été envisagés pour le rôle du commissaire James Gordon, avant que Gary Oldman ne soit choisi. Ce dernier devait à la base, incarner un méchant.
Pour le rôle d'Alfred Pennyworth, le premier choix était Anthony Hopkins qui refusa le rôle au profit de Michael Caine.
Pour le rôle de Lucius Fox, le premier choix était Laurence Fishburne avant que Morgan Freeman ne soit choisi.

### Tournage

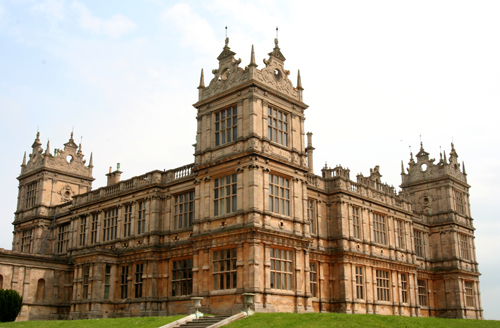
Le Mentmore Towers a été utilisé pour le Manoir Wayne.

Avant le début du tournage, le réalisateur a organisé une projection de Blade Runner de Ridley Scott et a ensuite déclaré : « C'est comme ça que nous allons faire notre Batman ».
Le tournage débute en mars 2004 en Islande sur le glacier de Vatnajökull. Certains décors extérieurs de Gotham sont créés dans un hangar à Cardington en Angleterre. Le Mentmore Towers, château anglais du XIXe siècle de style néo-gothique/néo-renaissance situé dans le Buckinghamshire, sert de décor pour le manoir Wayne. Le tournage a également lieu ailleurs au Royaume-Uni (studios de Shepperton, comté d'Essex, Hatfield House, Stevenage, Canary Wharf…), ainsi qu'aux États-Unis (New York, Waukegan et Chicago).

### Postproduction
Les effets spéciaux sont créés par les sociétés Double Negative, Cutting Edge, Moving Picture Company, BUF, Rising Sun Pictures (en), The Senate Visual Effects, Jim Henson's Creature Shop.
Batman Begins compte parmi les films de super-héros ayant utilisé le moins d'effets numériques.

## Musique
Bandes originales de Adaptation de Batman à l'écran
Batman et Robin
(1997) The Dark Knight : Le Chevalier noir
(2008)
Le CD Batman Begins est sorti le 15 juin 2005, édité par Warner Bros. Records. Tous les morceaux, composés par Hans Zimmer et James Newton Howard, ont pour titre le nom d'un genre de chauve-souris. Les premières lettres des noms des morceaux 4 à 9 forment le mot « BATMAN ».
1. Vespertilio
2. Eptesicus
3. Myotis
4. Barbastella
5. Artibeus
6. Tadarida
7. Macrotus
8. Antrozous
9. Nycteris
10. Molossus
11. Corynorhinus
12. Lasiurus

Des extraits de cette bande sonore ont également servi pour des films ou séries télévisées sur d'autres super-héros comme :
- Molossus a été utilisé pour le pilote d'Aquaman, la série dérivée de Smallville ;
- Vespertilio et Eptesicus ont été employés dans le screener du pilote de Heroes ;
- Myotis dans King Kong, V pour Vendetta, Les Quatre Fantastiques (de 2005), Far Cry et, bien sûr, The Dark Knight.

L'opéra auquel assistent le jeune Bruce Wayne et ses parents à Gotham au début du film est Mefistofele d'Arrigo Boito : l'enfant est effrayé par le ballet des démons et des sorcières ressemblant pour certains à des chauves-souris (« Rampiamo, rampiamo, che il tempo ci gabba » - Acte 2, Scène 2 : nuit de Walpurgis) et demande à quitter les lieux.

## Accueil

### Accueil critique
L'agrégateur de critiques Rotten Tomatoes attribue au film une note d'approbation de 85 % basé sur 289 critiques, avec une note moyenne de 7,66⁄10. Le consensus critique du site est le suivant : « Batman Begins est un film qui comprend l'essence de l'un des super-héros définitifs ». Sur Metacritic, qui attribue un classement pondéré, le film a obtenu un score moyen de 70⁄100, basé sur 41 critiques, ce qui indique des « critiques généralement favorables ». Sur CinemaScore, le public a attribué au film une note moyenne de "A" sur une échelle de A + à F.
En France, le site Allociné propose une note moyenne de 3,7⁄5 à partir de l'interprétation de critiques provenant de 24 titres de presse.

### Box-office
Dès sa sortie le 15 juin 2005, Batman Begins se place directement en première position du box-office américain, pour deux semaines, et restera dans le top pendant vingt semaines. En France, le film prend la deuxième position avec 1 506 332 entrées et s'intercale entre Les Poupées russes et Star Wars, épisode III : La Revanche des Sith.
| Pays ou région    | Box-office        | Date d'arrêt du box-office | Nombre de semaines |
| ----------------- | ----------------- | -------------------------- | ------------------ |
| États-Unis Canada | 205 343 774 $     | -                          | -                  |
| France            | 1 506 332 entrées | -                          | -                  |
| Total mondial     | 374 218 673 $     | -                          | -                  |

## Distinctions
Entre 2005 et 2018, le film Batman Begins a été sélectionné 92 fois dans diverses catégories et a remporté 13 récompenses,.

### Année 2005
| Cérémonie ou récompense                                                        | Catégorie / Récompense                                               | Nommé(es) / Lauréat(es)                            | Résultat   |
| ------------------------------------------------------------------------------ | -------------------------------------------------------------------- | -------------------------------------------------- | ---------- |
| Association des critiques de cinéma afro-américains (AAFCA)                    | Meilleur film (9e place)                                             | Batman Begins                                      | Nomination |
| Association internationale des critiques de musique de film                    | Meilleure musique originale d’un film d'action / aventure            | Hans Zimmer et James Newton Howard                 | Nomination |
| Communauté du circuit des récompenses (Awards Circuit Community Awards (ACCA)) | Meilleure photographie                                               | Wally Pfister                                      | Nomination |
| Bande-annonce d'or                                                             | Meilleur blockbuster de l'été 2005                                   | Batman Begins                                      | Nomination |
| Festival du film de Hollywood                                                  | Prix du cinéma hollywoodien du meilleur son de l'année               | David Evans                                        | Lauréat    |
| Prix de la Société britannique des cinéastes                                   | Meilleure photographie                                               | Wally Pfister                                      | Nomination |
| Prix du cinéma et de la télévision irlandais                                   | Prix international du cinéma (Prix du public)                        | Batman Begins                                      | Nomination |
| Prix du cinéma et de la télévision irlandais                                   | Meilleur acteur international (Prix du public)                       | Christian Bale                                     | Nomination |
| Prix du cinéma et de la télévision irlandais                                   | Meilleur film international (Prix du public)                         | Batman Begins                                      | Nomination |
| Prix du cinéma et de la télévision irlandais                                   | Meilleur acteur dans un second rôle dans un long métrage (Prix IFTA) | Cillian Murphy                                     | Nomination |
| Prix du cinéma et de la télévision irlandais                                   | Meilleur film international (Prix IFTA)                              | Christopher Nolan                                  | Nomination |
| Prix du film noir (Black Movie Awards)                                         | Meilleur acteur dans un second rôle                                  | Morgan Freeman                                     | Nomination |
| Prix du jeune public                                                           | Meilleur film de l'été                                               | Batman Begins                                      | Nomination |
| Prix mondiaux de la bande originale                                            | Meilleure bande originale de l'année                                 | James Newton Howard et Hans Zimmer                 | Nomination |
| Prix Rondo Hatton horreur classique (Rondo Hatton Classic Horror Awards)       | Meilleur film                                                        | Christopher Nolan                                  | Nomination |
| Satellite Awards                                                               | Meilleur DVD                                                         | Édition de luxe à deux disques avec bande dessinée | Nomination |
| Prix Schmoes d'or (Golden Schmoes Awards)                                      | Schmoes d'or du film préféré de l'année                              | Batman Begins                                      | Lauréat    |
| Prix Schmoes d'or (Golden Schmoes Awards)                                      | Meilleur réalisateur de l'année                                      | Christopher Nolan                                  | Nomination |
| Prix Schmoes d'or (Golden Schmoes Awards)                                      | Meilleur scénario de l'année                                         | Christopher Nolan et David S. Goyer                | Nomination |
| Prix Schmoes d'or (Golden Schmoes Awards)                                      | Meilleur acteur de l'année                                           | Christian Bale                                     | Nomination |
| Prix Schmoes d'or (Golden Schmoes Awards)                                      | Meilleure révélation de l'année                                      | Cillian Murphy                                     | Nomination |
| Prix Schmoes d'or (Golden Schmoes Awards)                                      | Personnage le plus cool de l'année                                   | Batman                                             | Nomination |
| Prix Schmoes d'or (Golden Schmoes Awards)                                      | La plus grande surprise de l'année                                   | Batman Begins                                      | Nomination |
| Prix Schmoes d'or (Golden Schmoes Awards)                                      | Meilleure musique dans un film                                       | Batman Begins                                      | Nomination |
| Prix Schmoes d'or (Golden Schmoes Awards)                                      | Affiche de cinéma préférée de l'année                                | Batman Begins                                      | Nomination |
| Prix Schmoes d'or (Golden Schmoes Awards)                                      | Meilleure bande-annonce de l'année                                   | Batman Begins                                      | Nomination |
| Prix Schmoes d'or (Golden Schmoes Awards)                                      | Meilleur DVD / Blu-Ray de l'année                                    | (Batman Begins: Deluxe Edition)                    | Nomination |
| Prix Schmoes d'or (Golden Schmoes Awards)                                      | Meilleure scène d'action de l'année                                  | (chasse au gobelet - Tumbler chase)                | Nomination |
| Prix SFX (SFX Awards)                                                          | Meilleur réalisateur                                                 | Christopher Nolan                                  | Nomination |
| Société des critiques de cinéma de Phoenix                                     | Prix PFCS des meilleures cascades                                    | Batman Begins                                      | Lauréat    |

### Année 2006
| Cérémonie ou récompense                                                                     | Catégorie / Récompense                                               | Nommé(es) / Lauréat(es) | Résultat   |
| ------------------------------------------------------------------------------------------- | -------------------------------------------------------------------- | --- | ---------- |
| Académie des films de science-fiction, fantastique et d'horreur - Prix Saturn               | Prix Saturn du meilleur film fantastique                             | Batman Begins | Lauréat    |
| Académie des films de science-fiction, fantastique et d'horreur - Prix Saturn               | Prix Saturn du meilleur acteur                                       | Christian Bale | Lauréat    |
| Académie des films de science-fiction, fantastique et d'horreur - Prix Saturn               | Prix Saturn du meilleur scénario                                     | Christopher Nolan et David S. Goyer | Lauréat    |
| Académie des films de science-fiction, fantastique et d'horreur - Prix Saturn               | Meilleur acteur dans un second rôle                                  | Liam Neeson | Nomination |
| Académie des films de science-fiction, fantastique et d'horreur - Prix Saturn               | Meilleure actrice dans un second rôle                                | Katie Holmes | Nomination |
| Académie des films de science-fiction, fantastique et d'horreur - Prix Saturn               | Meilleure réalisation                                                | Christopher Nolan | Nomination |
| Académie des films de science-fiction, fantastique et d'horreur - Prix Saturn               | Meilleure musique                                                    | James Newton Howard et Hans Zimmer | Nomination |
| Académie des films de science-fiction, fantastique et d'horreur - Prix Saturn               | Meilleurs costumes                                                   | Lindy Hemming | Nomination |
| Académie des films de science-fiction, fantastique et d'horreur - Prix Saturn               | Meilleurs effets spéciaux                                            | Janek Sirrs, Dan Glass, Chris Corbould et Paul J. Franklin | Nomination |
| Association des critiques de cinéma du centre de l'Ohio                                     | Meilleur film (10e place)                                            | Batman Begins | Nomination |
| Association des critiques de cinéma de Chicago                                              | Meilleure musique originale                                          | Hans Zimmer et James Newton Howard | Nomination |
| Association du cinéma et de la télévision en ligne                                          | Meilleur mixage sonore                                               | Lora Hirschberg, Gary A. Rizzo, Jamie Roden et Jimmy Boyle | Nomination |
| Association du cinéma et de la télévision en ligne                                          | Meilleur montage d'effets sonores                                    | David Evans et Stefan Henrix | Nomination |
| Cercle des critiques de cinéma de Londres                                                   | Meilleur acteur britannique dans un second rôle                      | Cillian Murphy | Nomination |
| Cercle des critiques de cinéma de Londres                                                   | Réalisateur britannique de l'année                                   | Christopher Nolan | Nomination |
| Éditeurs de sons de films                                                                   | Meilleur montage sonore dans un long métrage étranger                | David Evans, Stefan Henrix, Justine Angus, Rodney Berling, Rodney Glenn, Jed Loughran, Nigel Holland, Iain Eyre, Howard Halsall, Derek Trigg, Peter Burgis et Andie Derrick            | Nomination |
| Éditeurs de sons de films                                                                   | Meilleur montage sonore dans un long métrage - Musique               | Steven Price, Simon Changer, Richard Robson et Gareth Cousins | Nomination |
| Éditeurs de sons de films                                                                   | Meilleur montage sonore dans un long métrage étranger                | Glen Gathard | Nomination |
| Festival du Film Jules Verne                                                                | Meilleur film d'aventure ou de science-fiction                       | Batman Begins | Nomination |
| Guilde des créateurs de costumes                                                            | Meilleurs costumes de film fantastique                               | Lindy Hemming | Nomination |
| Guilde des directeurs artistiques                                                           | Film d'époque ou fantastique                                         | Nathan Crowley, Simon Lamont, Steven Lawrence, Alan Tomkins, Peter Francis, Stuart Kearns, Paul Kirby, Patrick Lumb, Dominic Masters, Stephen Morahan, Sloane U'Ren et Shane Valentino | Nomination |
| MTV Movie & TV Awards                                                                       | MTV Movie Award du meilleur héros                                    | Christian Bale | Lauréat    |
| MTV Movie & TV Awards                                                                       | Meilleur méchant                                                     | Cillian Murphy | Nomination |
| MTV Movie & TV Awards                                                                       | Meilleur film                                                        | Batman Begins | Nomination |
| NRJ Ciné Awards                                                                             | Meilleure baston                                                     | Batman Begins | Nomination |
| Oscars                                                                                      | Meilleure photographie                                               | Wally Pfister | Nomination |
| Prix du cinéma en ligne italien (IOMA) (Italian Online Movie Awards (IOMA))                 | Meilleur acteur dans un second rôle                                  | Michael Caine | Nomination |
| Prix du cinéma en ligne italien (IOMA) (Italian Online Movie Awards (IOMA))                 | Meilleurs effets spéciaux                                            | Batman Begins | Nomination |
| Prix du Derby d'or                                                                          | Meilleur montage / mixage son                                        | David Evans, Stefan Henrix et Peter Lindsay | Nomination |
| Prix du jeune public                                                                        | Meilleur Vilain                                                      | Cillian Murphy | Nomination |
| Prix du public                                                                              | Film préféré                                                         | Batman Begins | Nomination |
| Prix du public                                                                              | Film dramatique de l'année                                           | Batman Begins | Nomination |
| Prix Empire                                                                                 | Meilleur thriller                                                    | Batman Begins | Nomination |
| Prix Empire                                                                                 | Meilleur réalisateur                                                 | Christopher Nolan | Nomination |
| Prix Empire                                                                                 | Meilleur acteur                                                      | Christian Bale | Nomination |
| Prix exclusifs DVD (DVD Exclusive Awards)                                                   | Meilleurs jeux et interactivités                                     | Inner Demons Comic dans Batman Begins: Deluxe Edition | Nomination |
| Prix exclusifs DVD (DVD Exclusive Awards)                                                   | Meilleures nouvelles scènes de film (montées en film ou autonomes)   | Tankman Begins dans Batman Begins : Deluxe Edition | Nomination |
| Prix internationaux du cinéma en ligne (INOCA) (International Online Cinema Awards (INOCA)) | Meilleurs effets visuels                                             | Batman Begins | Nomination |
| Prix internationaux du cinéma en ligne (INOCA) (International Online Cinema Awards (INOCA)) | Meilleur mixage sonore                                               | Lora Hirschberg, Gary A. Rizzo et Peter Lindsay | Nomination |
| Prix internationaux du cinéma en ligne (INOCA) (International Online Cinema Awards (INOCA)) | Meilleur montage sonore                                              | David Evans et Stefan Henrix | Nomination |
| Prix Razzie                                                                                 | Pire second rôle féminin                                             | Katie Holmes | Nomination |
| Prix Scream                                                                                 | Prix Scream du meilleur film (The Ultimate Scream)                   | Batman Begins | Lauréat    |
| Prix Scream                                                                                 | Prix Scream du meilleur réalisateur                                  | Christopher Nolan | Lauréat    |
| Prix Scream                                                                                 | Prix Scream du meilleur Scream-Play                                  | David S. Goyer et Christopher Nolan | Lauréat    |
| Prix Scream                                                                                 | Performance la plus héroïque                                         | Christian Bale | Nomination |
| Prix Scream                                                                                 | Meilleur super-héros                                                 | Christian Bale | Nomination |
| Prix Scream                                                                                 | Le plus vil méchant                                                  | Cillian Murphy | Nomination |
| Prix Scream                                                                                 | Meilleur film fantastique                                            | Batman Begins | Nomination |
| Prix Scream                                                                                 | Meilleure suite                                                      | Batman Begins | Nomination |
| Prix Scream                                                                                 | Scène de m**** qui vous fait sautez de votre siège                   | Batman Begins | Nomination |
| Récompenses des arts du cinéma et de la télévision de la British Academy                    | Meilleure direction artistique                                       | Nathan Crowley | Nomination |
| Récompenses des arts du cinéma et de la télévision de la British Academy                    | Meilleur son                                                         | David Evans, Stefan Henrix et Peter Lindsay | Nomination |
| Récompenses des arts du cinéma et de la télévision de la British Academy                    | Meilleurs effets visuels                                             | Janek Sirrs, Dan Glass, Chris Corbould, Paul J. Franklin | Nomination |
| Société américaine des cinéastes                                                            | Meilleure réalisation cinématographique                              | Wally Pfister | Nomination |
| Société Américaine des Compositeurs, Auteurs et Éditeurs de Musique (ASCAP)                 | Prix ASCAP des meilleurs films au box-office                         | James Newton Howard, Hans Zimmer et Ramin Djawadi | Lauréat    |
| Société des critiques de films en ligne                                                     | Meilleure musique originale                                          | James Newton Howard et Hans Zimmer | Nomination |
| Société des effets visuels                                                                  | Meilleur environnement fictif dans un film en prises de vues réelles | Alex Wuttke, Pete Bebb, Dayne Cowan et Imery Watson (pour la poursuite du monorail de Gotham City)                                                                                     | Nomination |

### Année 2007
| Cérémonie ou récompense                                               | Catégorie / Récompense | Nommé(es) / Lauréat(es)             | Résultat   |
| --------------------------------------------------------------------- | ---------------------- | ----------------------------------- | ---------- |
| Écrivains de science-fiction et de fantaisie d'Amérique - Prix Nebula | Meilleur scénario      | Christopher Nolan et David S. Goyer | Nomination |

### Année 2012
| Cérémonie ou récompense      | Catégorie / Récompense                         | Nommé(es) / Lauréat(es) | Résultat   |
| ---------------------------- | ---------------------------------------------- | ----------------------- | ---------- |
| Festival du Film Jules Verne | Meilleur film d'aventure ou de science-fiction | Batman Begins           | Nomination |

### Année 2013
| Cérémonie ou récompense                            | Catégorie / Récompense                            | Nommé(es) / Lauréat(es)                              | Résultat   |
| -------------------------------------------------- | ------------------------------------------------- | ---------------------------------------------------- | ---------- |
| Association des critiques de cinéma                | Franchise de film préférée                        | -                                                    | Nomination |
| Prix IGN du cinéma d'été (IGN Summer Movie Awards) | Meilleur film Blu-Ray                             | The Dark Knight Ultimate Trilogy Collector's Edition | Lauréat    |
| Prix Schmoes d'or (Golden Schmoes Awards)          | Schmoes d'or du meilleur DVD / Blu-Ray de l'année | Ultimate Collector's Edition                         | Lauréat    |

## Analyse

### Différences avec lescomics
- L'asile d'Arkham n'est pas situé habituellement au beau milieu d'un quartier comme c'est le cas dans le film, même si l'île sur laquelle il se trouve est bien rattachée à la ville par des ponts-levis.
- Crane n'est pas membre de l'asile d'Arkham.
- Lucius Fox ne sait pas dans le comics que Bruce Wayne est Batman alors qu'ici il le devine forcément. De plus, ce n'est pas non plus un expert en technologie doublé d'un biologiste mais un très bon gestionnaire d'entreprise (ce qu'il devient à la fin).
- On peut noter la présence de Zsasz (incarné ici par Tim Booth (en)), un ennemi récurrent de Batman, devenu pour ce film un homme de main de Carmine Falcone.
- Bruce Wayne ne s'est jamais retrouvé emprisonné en Asie et Ra's al Ghul ne l'a pas recueilli dans son temple pour l'entraîner et le former à devenir Batman même si Bruce y est allé une fois pour se perfectionner. De ce fait les origines de Batman sont propres à ce film.
- La Ligue des Assassins dirigée par Ra's al Ghul a été renommée Ligue des Ombres. De plus, Ducard n'est pas un de ses membres dans le comics mais un simple chasseur de primes français qui entraînera Bruce Wayne.
- Dans les comics (voir Year One), James Gordon arrive à Gotham en même temps que Bruce Wayne y revient. De fait, il ne pouvait pas recueillir le jeune Bruce au poste de police après le meurtre de ses parents comme il le fait dans le film. Toutefois, ce détail varie selon les séries (cf. Batman New 52)
- Dans la version française, Michael Caine devait être originellement doublé par Dominique Paturel, mais il fut remplacé par Frédéric Cerdal pour cause de maladie. Il double pourtant Alfred Pennyworth dans le jeu vidéo homonyme.

## Suites
La suite de Batman Begins s'intitule The Dark Knight : Le Chevalier noir, sortie le 13 août 2008. Le 3e volet et conclusion de cette trilogie, The Dark Knight Rises, est sorti en juillet 2012.